# 2MASS J17171408+6526221
2MASS J17171408+6526221 ist ein etwa 300 Lichtjahre von der Erde entfernter L-Zwerg im Sternbild Drache. Er wurde 2002 von Suzanne L. Hawley et al. entdeckt.